# Dela E. Gotthelft
Adele Elisabeth Gotthelft (geboren 9. September 1892 in Kassel; gestorben nach 1943) war eine deutsche Opern-, Konzert- und Oratoriensängerin (Alt).

## Leben

### Deutschland
Adele Gotthelft war die dritte und jüngste Tochter des jüdischen Kasseler Druckereibesitzers und Zeitungsverlegers Richard Gotthelft (1858–1933) und dessen Ehefrau Selma geb. Alsberg (1865–1933). Nach dem Abschluss des Lyzeums und des Fröbel-Seminars studierte sie Gesang in Berlin bei Johannes Lorie und ab 1916 bei Julius von Raatz-Brockmann. Bereits während ihrer Ausbildung bei Konrad von Zawilowsky trat sie als Konzert- und Oratoriensängerin auf, wandte sich dann aber mehr der Oper zu. 1921 war sie erste Altistin am Stadttheater in Kaiserslautern, 1922 bis 1924 hatte sie ein Engagement am Landestheater Coburg, und danach sang sie bis 1926 im Stadttheater Krefeld. 1926–1927 war sie erneut als Konzertsängerin tätig und von 1927 bis Anfang der 1930er Jahre war sie am Stadttheater Görlitz. Dann ging sie zurück nach Berlin, wo sie 1932 mit Edith Boroschek „Salomons Urteil“ aus Händels „Salomon“ sang.

### Palästina
Nach der Machtergreifung der Nationalsozialisten und dem Beginn der nazistischen Schreckensherrschaft begingen ihre Eltern am 8. Juni 1933 gemeinsam Suizid und sie selbst floh aus Deutschland. Sie ging nach Palästina, wo sie sich ihren Lebensunterhalt zunächst als Modistin verdiente, aber auch bald wieder mit Edith Boroschek und Karel Salmon zusammenarbeitete, die sie beide aus Deutschland kannte. So sang sie zum Beispiel bereits im April 1934 als Solistin bei einem Konzert des Jerusalem Academic Chorus unter der Leitung von Karel Salmon, und 1936 sang sie ein Konzert mit Edith Boroschek. Außerdem wirkte sie bei einigen Inszenierungen der Palästinensischen Kammeroper mit, die Benno Fränkel alias Benno D. Frank ins Leben gerufen hatte. Da Gotthelft recht schnell Hebräisch lernte, konnte sie sich beruflich bald gut etablieren. Von 1939 bis 1943 war sie ständiges Mitglied des Rundfunkchors der Palästina-Rundfunkgesellschaft (Palestine Broadcasting Service, PBS), aus der 1948 Kol Israel (Radio Israel) wurde. Danach verliert sich ihre Spur.